# Dương Nguyên Vương
Dương Nguyên Vương (mất 559, trị vì 545–559) là quốc vương thứ 24 của Cao Câu Ly. Ông là con trai cả của An Nguyên Vương. Dưới thời trị vì của Dương Nguyên Vương, Cao Câu Ly dần dần suy yếu và cuối mất khu vực bồn địa sông Hán về tay liên quân Tân La-Bách Tế.
Ông được xác nhận là người kế vị vào năm 533, tức năm thứ ba dưới thời trị vì của An Nguyên Vương. Mặc dù là thái tử, lịch sử ghi rằng ông đã không thể dễ dàng lên ngôi sau cái chết của phụ thân. An Nguyên Vương có ba người vợ, và do đệ nhất phu nhân không sinh được con trai, đệ nhị và đệ tam phu nhân đã cố gắng để đưa nhi tử của mình lên ngai vàng. Những người trợ giúp cho thái tử cuối cùng đã chiến thắng trong một cuộc đấu tranh quân sự và ông có thể kế vị.
Để chuẩn bị cho cuộc chiến năm 547, nhà vua đã cho tái xây dựng thành Bạch Nham (Baegam) và tu sửa Tân (Shin) thành. Năm 548, ông cử 6.000 lính tấn công thành Ngốc Sơn (Doksan) của Bách Tế song Tân La đã cho một đội quân chi viện cho Bách Tế và cuộc tấn công của Cao Câu Ly đã thất bại. Năm 550, Bách Tế xâm lược và cướp phá thành Ngốc Sơn. Cao Câu Ly đã phản công và tấn công thành Kim Hiện (Geumhyeon) của Bách Tế, song Tân La đã tận dụng cơ hội này để chiếm được thêm hai thành của Cao Câu Ly.
Năm 551, đế quốc Đột Quyết từ Trung Á kéo đến xâm lược và vây hãm Tân thành; không thể chiếm được, quân Đột Quyết đã tấn công thành Bạch Nham. Vào lúc này, Dương Nguyên Vương đã cử tướng quân Go Heul cùng 10.000 lính chống lại Đột Quyết. Trong cùng năm, Tân La lại tấn công một lần nữa và chiếm được 10 vùng thuộc khu vực Seoul ngày nay. Năm 552, thành Trường An (Jangan) được xây dựng. Năm 554, quân của Dương Nguyên Vương đã tấn công thành Hùng Xuyên (Ungcheon) tại Bách Tế song thất bại trong việc đoạt thành.
Năm 557, Dương Nguyên Vương phong vương tử Cao Dương Thành làm thái tử kế vị. Tháng 10 âm lịch cùng năm, đại tướng thành Hoàn Đô Sơn là Can Chu Lý (Gan Juri) mưu phản, song cuộc nổi dậy bị dập tắt và thủ lĩng bị hành quyết. Dương Nguyên Vương mất năm 559, sau 15 năm tại vị.